# Павло Одровонж
Павло Одровонж (д/н — 12 квітня 1478) — державний та військовий діяч, урядник королівства Польського.

## Життєпис
Походив з польсько-моравського шляхетського роду Одровонжів гербу Одровонж. Син Добєслава Одровожа, підкоморія генерального руського. Вперше письмово згадується 1438 року, коли брав участь у засіданні лавного суду Львова. 1439 року був одним з фундаторів католицької церкви в Крукеничах (нині — Львівська область).
1440 року подав до суду на Яна Фальковського з приводу маєтностей у Сандомирському воєводстві. 1441 році розділив батьківські володіння з братом Петром, отримавши села Плясковиці й Туровиці в Сандомирському воєводстві, Гощова і Завадзе — в Серадзькому, Максимовичі, Лановичі, П'яновичі — на Перемишльщині. У 1443 році призначається львівським стольником. Протягом 1440-х років активно накопичував статки й маєтності. З 1450 року став брати більш активну участь у державних справах. 1451 року був учасником краківського сеймику, де обговорювалося приєднання Поділля та Волині до Польщі. Брав участь у Тринадцятирічній війні проти Тевтонського ордену. 1462 року був делегатом Пйотрківського сейму. 1463 року призначається львівським каштеляном. З 1466 року був активним учасником оборони Руського воєводства від нападу татар і молдаван на його кордони.
1474 року разом з Григорієм Сяноцьким, Станіславом з Ходчі і Добеславом Одровожем отримав від короля Казимира IV Ягеллончика грамоту з привілеєм для руської шляхти, яку вирішили зберігати у львівському магістраті. 
Помер 12 квітня 1478 року у Львові. Похований у Самборі.

## Родина
Дружина — Ядвіга, донька Пйотра Коморницького, бургграфа Кракова. Діти:
- Миколай (д/н—1490), стольник львівський, нащадків не мав
- Пйотр (д/н—1489), підчаший львівський, нащадків не мав
- Ядвіга
- Анна